# Потапчук Станіслав Володимирович
Станісла́в Володи́мирович Потапчу́к (1992—2014) — солдат Збройних сил України, учасник російсько-української війни.

## Біографія
Народився Станіслав Потапчук 16 червня 1992 року у Володимирі-Волинському, у 1995 році сім'я переїхала до села Радовичі Іваничівського району. Навчався майбутній воїн до 9 класу в місцевій школі, середню освіту здобув у школі села Павлівка. Після закінчення школи навчався у Східноєвропейському національному університе́ті., та одночасно проходив військову службу за контрактом. Служив сапером у 51-ї механізованій бригаді. Разом із іншими бійцями бригади брав участь у відсічі збройній агресії Росії.
25 серпня 2014 року 3-й батальйон бригади потрапив у оточення біля Іловайська. Тоді під ракетним та танковим вогнем проросійських бойовиків та російських військових загинули та потрапили в полон десятки воїнів 51-ї бригади. Станіслав Потапчук загинув 25 серпня 2015 року біля Кутейникового (за іншими даними — 26 серпня).
Похований Станіслав Потапчук на кладовищі у селі Радовичі 3 вересня 2015 року.

## Нагороди
4 червня 2015 року — за особисту мужність і героїзм, виявлені у захисті державного суверенітету та територіальної цілісності України, вірність військовій присязі під час російсько-української війни, відзначений — нагороджений орденом «За мужність» III ступеня (посмертно).

## Вшанування пам'яті
- 9 квітня 2015 року у Іваничах відбулось урочисте відкриття стели пам'яті героїв, на якій розміщені фотографії усіх жителів та уродженців району, які полягли під час Революції Гідності та війни на сході України: Сергія Байдовського, Михайла Грицюка, Сергія Дармофала, Ігора Кантора, Володимира Пушкарука, Володимира Якобчука та Станіслава Потапчука.[3]
- 2 квітня 2015 року Іваничівська районна рада на своїй сесії ухвалила рішення присвоїти ім'я Станіслава Потапчука Радовичівській ЗОШ І-ІІ ступеня.[4][5]
- 20 червня у Східноєвропейському національному університе́ті і́мені Ле́сі Украї́нки відкрили меморіальні дошки на честь студентів вишу, які загинули в боях на сході України — Андрію Снітку, Артему Карабану та Станіславу Потапчуку.[2]
- Його портрет розміщений на меморіалі «Стіна пам'яті полеглих за Україну» у Києві: секція 3, ряд 10, місце 7
- Вшановується 25 серпня на щоденному ранковому церемоніалі вшанування українських захисників, які загинули цього дня у різні роки внаслідок російської збройної агресії[6]